# Циркуль (сузір'я)

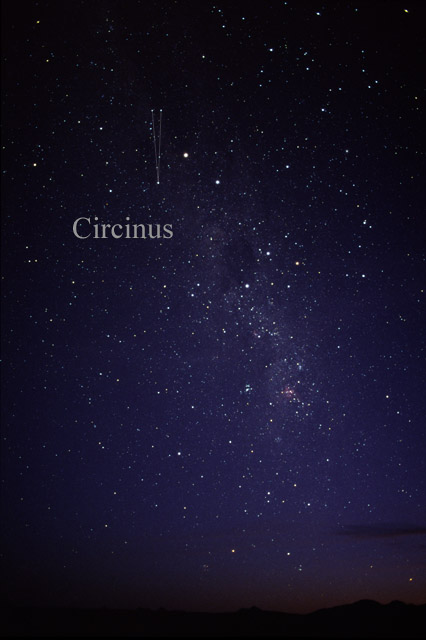
Циркуль неозброєним оком.

Ци́ркуль (лат. Circinus) — сузір'я південної півкулі неба. З території України не видно.
Нове сузір'я. Введене у науковий обіг французьким астрономом Нікола Лакайлем 1756 року.
Найяскравіша зоря — α Циркуля — подвійна зоря 3,2 m.